# Torre Piacentini
Torre Piacentini, także: Columbus Terrace, Terrazza Martini – biurowiec, znajdujący się w Genui, przy placu Dantego (wł. Piazza Dante). Powstał w latach 1935–1940 według projektu Marcella Piacentiniego w stylu architektonicznym typowym dla faszystowskich Włoch. Po oddaniu do użytku przez 12 lat był najwyższym budynkiem w Europie. Obecnie jest 29. pod względem wysokości budynkiem we Włoszech i 2. pod względem wysokości budynkiem w Genui (stan na 2022 rok).

## Historia
W latach 30. XX wieku faszystowskie władze Genui postanowiły wybudować za murami dawnego miasta jego nowe centrum finansowe, którego głównym punktem miał być plac Dantego (wł. Piazza Dante). W związku z budową planowanego placu i otaczających go budynków wyburzono wiele kwartałów historycznej zabudowy, w tym te położone za pochodzącą z 1155 roku Porta Soprana.
W latach 1935–1940 po jednej ze stron placu Dantego zbudowano 31-kondygnacyjny budynek, którego projekt stworzył architekt Marcello Piacentini, zaś za wykonanie szkieletu konstrukcyjnego odpowiadali inżynierowie Angelo Invernizzi i Eugenio Traverso. Nowy gmach dostał nazwę Torre Piacentini pochodzącą od nazwiska autora projektu. Miał on wysokość wynoszącą do linii dachu 107,95 m (wysokość całkowita wynosiła 116 m), dzięki czemu stał się najwyższym budynkiem w Europie – wyprzedził pod tym względem Torengebouw w Antwerpii, mający wówczas 87,5 m wysokości całkowitej. Mianem najwyższego budynku na Starym Kontynencie cieszył się do 1952 roku, kiedy to oddano do użytku mierzący 176 m Dom na Wybrzeżu Kotielniczeskim w Moskwie.

## Architektura
Torre Piacentini został zaprojektowany w stylu architektonicznym typowym dla faszystowskich Włoch, którego zasady Marcello Piacentini sformułował już w 1930 roku. Budynek miał być pomnikiem epoki faszyzmu w Genui. Jego cechą charakterystyczną jest elewacja wykonana z kamienia ułożonego na przemian w pasy w barwie jasnego piaskowca i kawy z mlekiem, co jest bezpośrednim nawiązaniem do genueńskich świątyń. W przyziemiu budynku obecne są mocno kojarzące się z Włochami podcienia, w których znajdują się eleganckie sklepy oraz bary.
Wnętrza gmachu zostały ozdobione licznymi mozaikami. Na parterze zamontowano wyłożone drewnianą boazerią schody ruchome wiodące do ogromnych pomieszczeń w podziemiach. Na ostatnim piętrze znalazł się z kolei taras widokowy.